# Oswald Josef Wenda

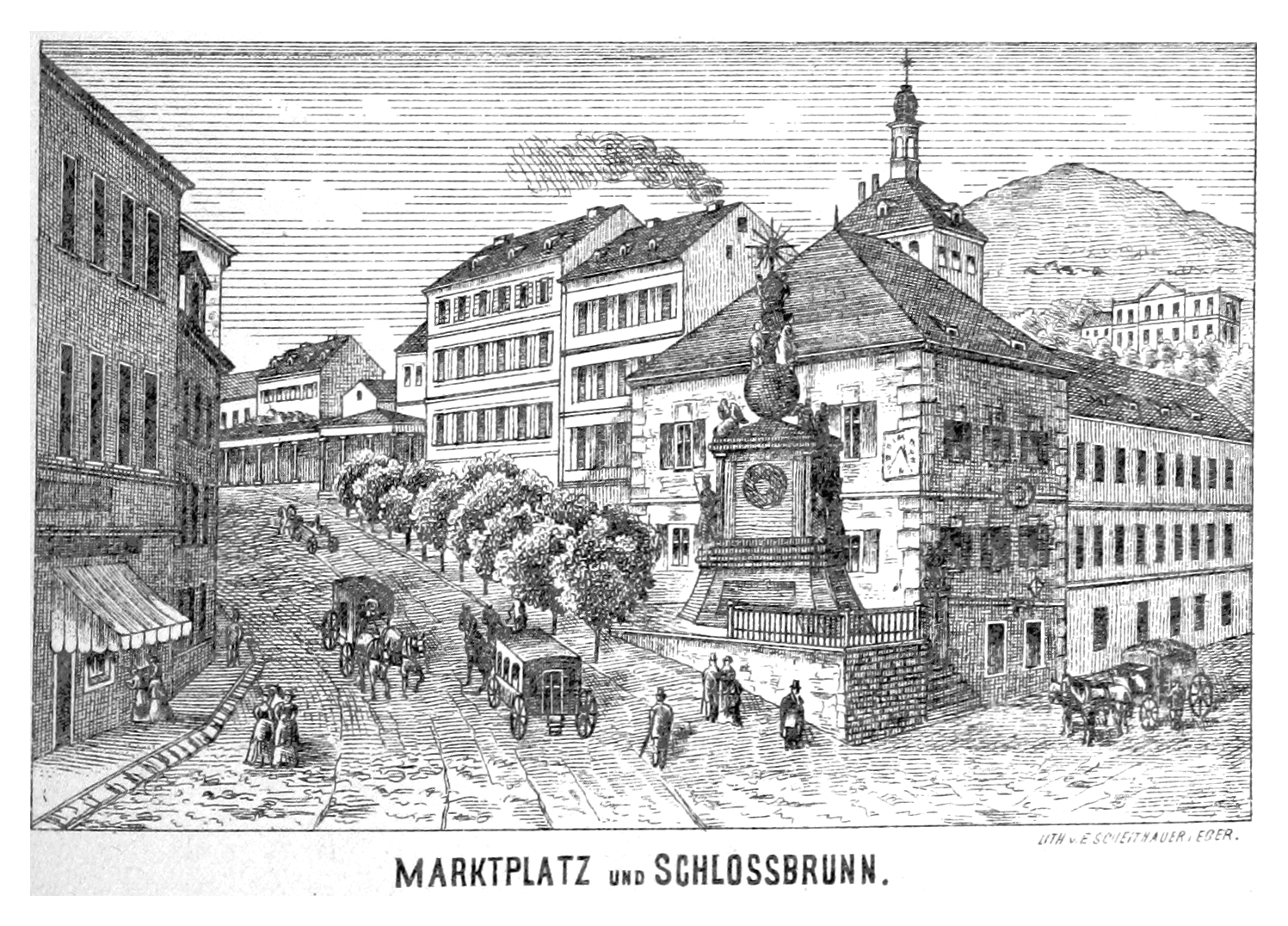
Dílo Oswalda Josefa Wendy v Karlových Varech, sloup Nejsvětější Trojice na Tržišti, obrázek z roku 1883

Oswald Josef Wenda ze Žlutic (? – 30. září 1721) byl regionální sochař, řezbář a kameník působící v severozápadních Čechách. Znám je mj. jako autor barokních sloupů Nejsvětější Trojice ve Žluticích a Karlových Varech.

## Život
O původu a datu narození Oswalda Josefa Wendy není nic známo. Činnost jeho dílny je doložena ve Žluticích a okolí v letech 1701–1721. O učňovských letech se dá pouze dohadovat podle jeho pozdějšího sochařského projevu. Byl pravděpodobně ovlivněn díly Jana Jiřího Bendla, což lze usuzovat např. ze způsobu členění povrchu soch.
Dne 5. února 1697 se ve Žluticích oženil s Helenou, rozenou Tröscherovou, s níž vychovával šest dětí – Jana Antona, Ferdinanda Floriana, Jana Petra Mikuláše, Terezu, Barboru a Alžbětu. V roce 1704 zakoupil na náměstí dům č. p. 139. Postupně se stal váženým měšťanem, roku 1711 byl zvolen žlutickým radním a poté v roce 1719 purkmistrem.
Oswald Josef Wenda zemřel 30. září 1721. Předpokládá se, že v závěru života trpěl těžkou nemocí a nemohl vykonávat práci, neboť po sobě zanechal značné dluhy. Kamenická dílna ve Žluticích zanikla, přestože nástupcem mohl být jeden z jeho synů. Dva z nich se stali též sochaři. O Ferdinandu Florianovi toho není moc známo, Jan Petr Mikuláš působil v Praze, kde měl na Malé Straně dílnu činnou v letech 1728–1751. Z jeho prací je znám např. krucifix uložený v Muzeu hlavního města Prahy.

## Dílo

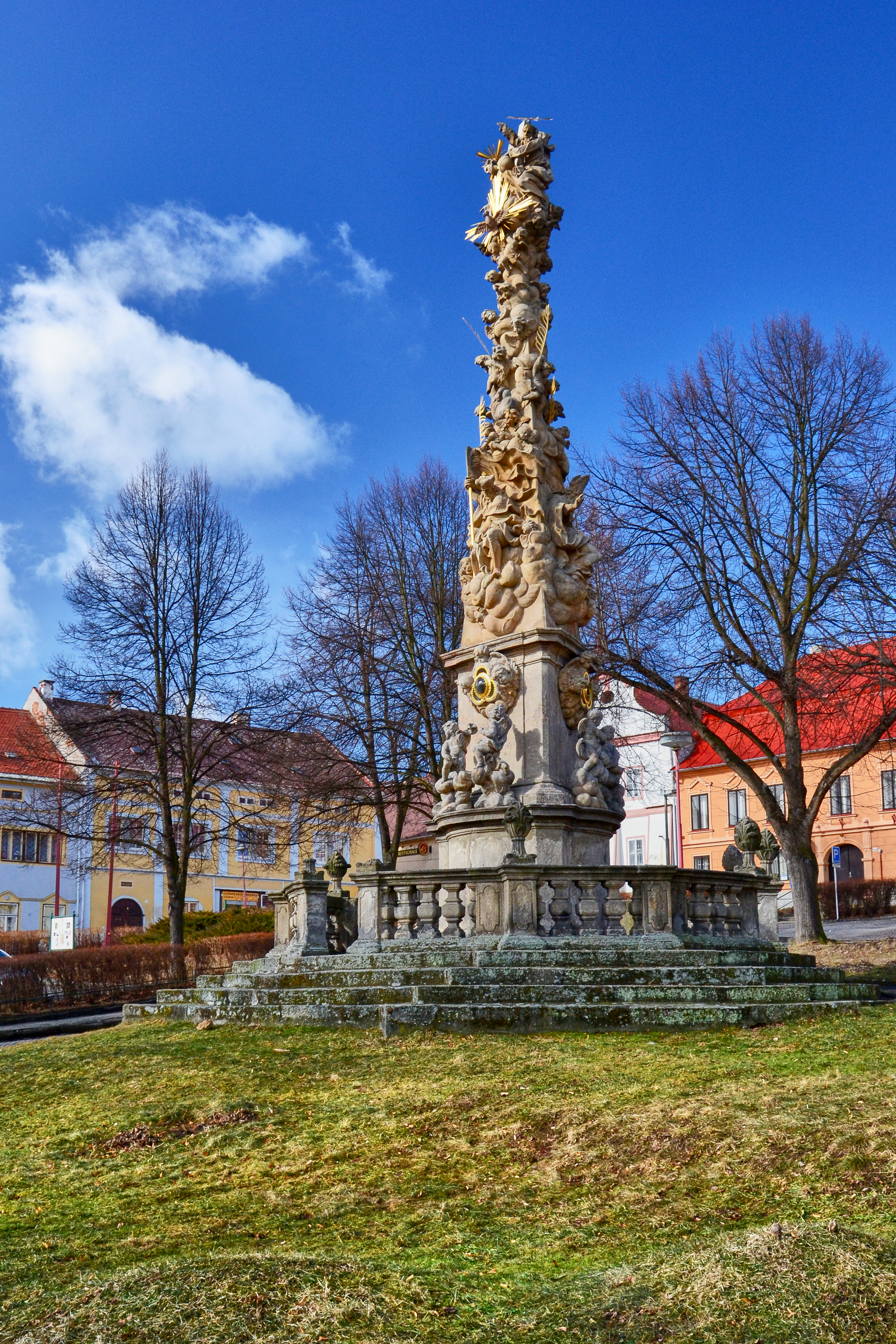
Sloup Nejsvětější Trojice na náměstí ve Žluticích, v pozadí vlevo dům č. p. 139, foto z roku 2012

Do Žlutic byl Wenda pozván zřejmě hrabětem Ferdinandem Hroznatou Kokořcem z Kokořova a společně s dalšími sochaři tam pak pracoval na úpravě zámku a parku. Wendova práce na hraběte pravděpodobně příznivě zapůsobila, protože mu následně svěřil realizaci sloupu Nejsvětější Trojice na žlutickém náměstí. Stavba se uskutečnila v letech 1701–1704, kdy Wenda vytvořil na svoji dobu pozoruhodné dílo inspirované, jako vůbec první v Čechách, vídeňským trojičním sloupem Am Graben, a navíc, jako první v širokém okolí zasvěcené Nejsvětější Trojici. Žlutický sloup se stal Wendovým doporučením pro jeho další zakázky.

### Ze sochařského díla (výběr)
- 1701–1704 – sloup Nejsvětější Trojice ve Žluticích, Velké náměstí[3]
- 1715–1716 – sloup Nejsvětější Trojice v Karlových Varech, Tržiště; Wenda je autor plastik vrcholné scény a dekoru[3]
- 1716–1719 – proběhla soutěž a následně realizace vítězného návrhu na sloup Nejsvětější Trojice v Lokti; ve starší literatuře je Wenda uváděn jako autor, z dochovaných archivních pramenů však vyplývá, že pro realizaci vybrán nebyl; Wenda provedl pouze návrh sloupu, který se ale nedochoval[pozn. 1][1]
- 1717–1721 – Mariánský sloup na náměstí ve Valči; Wendovi byla práce připsána až autory publikace[pozn. 2] Mariánské, trojiční a další světské sloupy v Karlovarském kraji na základě srovnání formálních znaků v provedení postav[1]
- 1721 – trojiční sloup v Teplé, na náměstí před budovou radnice; archivář a historik Anton Gnirs přisuzuje autorství výzdoby sloupu Oswaldu Josefu Wendovi, Kateřina Cirglová tuto hypotézu vyvrací a autorství přisuzuje Johannu Karlu Stülplovi[1]

### Z řezbářského díla (výběr)
- 1713 – čtyři sochy církevních otců pro kostel v Teplé (zhotoveno v rámci prací pro tepelský klášter); dřevořezby vysoké 2,1–2,3 metru byly v roce 1755 přestěhovány do kostela Svatého Bartoloměje v Pístově[1]
- 1718 – tabernákl pro hlavní oltář kostela svatého Jakuba Většího ve Vidžíně; vyřezáno podle informací z farní kroniky[1]